# Peprilus paru
Peprilus paru és una espècie de peix marí pertanyent a la família dels estromatèids i a l'ordre dels perciformes.

## Descripció
El seu cos (força comprimit) fa 30 cm de llargària màxima (encara que la seua mida més normal és de 18) i és de color blau clar a verd al dors i argentat amb un matís daurat/groc a la part inferior. 2-5 espines i 38-47 radis tous a l'aleta dorsal. 2-3 espines i 35-45 radis tous a l'aleta anal. Bases de les aletes dorsal i anal molt allargades, amb la mateixa longitud i amb els seus radis més llargs que la llargada del cap i precedits per 3 espines febles. Aleta caudal rígida, força bifurcada i amb els seus lòbuls més allargats que el cap. Aletes pectorals estretes i molt més llargues que el cap. Absència d'aletes pelvianes, d'aleta adiposa i de porus per sota de l'aleta dorsal. 1 única línia lateral alta, contínua i resseguint el perfil dorsal. Escates petites, fàcilment despreses i estenent-se fins a les galtes i les bases de les aletes verticals. Boca petita, amb el musell curt i rom (si fa no fa, igual al diàmetre dels ulls) i l'extrem del maxil·lar arribant just a la vora inferior dels ulls. Dents mandibulars febles, en una única filera i amb les de la mandíbula superior lleugerament recorbades, simples i punxegudes.

## Reproducció
És externa i els progenitors no protegeixen ni els ous ni els alevins.

## Alimentació i depredadors
Els joves es nodreixen de plàncton, mentre que els adults mengen principalment meduses, peixets, crustacis i cucs. És depredat pel bonítol (Sarda sarda), al Brasil per Cynoscion guatucupa i als Estats Units per Lobotes surinamensis, el llobarro atlàntic ratllat (Morone saxatilis), el tallahams (Pomatomus saltator), el corball reial (Cynoscion regalis) i Acanthocybium solandri. El seu nivell tròfic és de 3,71.

## Hàbitat i distribució geogràfica
És un peix marí i d'aigua salabrosa, bentopelàgic (entre 15 i 136 m de fondària) i de clima subtropical, el qual viu formant grans moles a les badies costaneres i aigües litorals de la plataforma continental i al voltant de les illes (els joves a les aigües costaneres poc fondes a sota d'algues a la deriva o, també, als estuaris d'aigua salabrosa) de l'Atlàntic occidental: des del nord-est dels Estats Units (com ara, la badia de Chesapeake) fins a Rio de Janeiro (el Brasil) i, de vegades, arribant també a l'Argentina, incloent-hi Barbados, el golf de Mèxic, Mèxic (com ara, la Laguna de Términos), el mar Carib, Cuba, Nicaragua, Haití, la República Dominicana, Puerto Rico, Jamaica, Aruba, Curaçao, Colòmbia, Grenada, Trinitat i Tobago, Veneçuela, Guyana, la Guaiana Francesa, Surinam i l'Uruguai. Els joves de menys de 10 cm de longitud es troben sovint associats a meduses (com ara, Chrysaora quinquecirrha).

## Observacions
És inofensiu per als humans, el seu índex de vulnerabilitat és baix (20 de 100), és capturat principalment amb xarxes d'arrossegament i de cèrcol (a l'est de Florida, el nord-est del golf de Mèxic, l'oest de Veneçuela i les Guaianes) i es comercialitza fresc i congelat (per a ésser exportat principalment al Japó), ja que la seua carn és molt apreciada.